# Богдан Паташев
Богдан Паташев е български философ, богослов, преподавател, дипломат, активен в църковна, хуманитарна и културна дипломация.

## Биография
Богдан Константинов Паташев e роден през 1968 година в София в семейство на католици, съединени с Рим, родственици на епископ Христо Пройков.
През 1987 г. завършва 9 френска езикова гимназия „Алфонс дьо Ламартин“ в София и започва да следва медицина. След 1989 г. заминава за Рим, където учи философия в Урбановия колеж (1993 г.), археология в Института по християнска археология (1994 г.), теология в Григорианския университет (1995 г.) и източни духовни науки в Папския източен институт (1999 г.). В Рим също следва скулптура в Академията за съвременно изкуство.
Първи контакт с дипломатическите среди има между 2001 и 2005 г. като аташе по културните въпроси на служба в Апостолическата нунциатура в София, където е и назначен по повод подготовката на първото посещение на римски папа в България.
От 2005 до 2018 г. Паташев е последователно първи секретар, съветник и министър-съветник към посолството на Малтийския орден в България, като се занимава предимно с хуманитарна дипломация.
От 2009 г. до 2019 г. преподава История на изкуството на италиански език в Националния учебен комплекс по култура към Италианския лицей в Горна Баня.
От 2007 г. до 2017 г. е отговорник за медиите и обществените връзки към Междуритуалната епископска конференция - ръководния орган на Католическата църква в България. От 2017 г. до 2019 г. е неин генерален секретар и говорител.
През 2019 г. Паташев е назначен за извънреден и пълномощен посланик на Република България при Светия престол във Ватикана. Посолството на Република България при Светия престол е акредитирано и при Суверенния Малтийски орден.
От 2024 г. ръководи отдел „Международни дейности“ в Министерството на културата на Република България.
Паташев владее италиански, френски, английски и руски език.

## Публикации и интервюта
- Bogdan Patashev, La Trasfigurazione nella storia dell'iconografia, in IL VOLTO DI CRISTO, ed. Velar, ottobre 2001, Rome , pagg. 147-158.[5]
- Коментар на посланик Паташев за посещението на папа Франциск в България[6]
- Богдан Паташев, „30-годишнината от възстановяването на дипломатическите отношения на България със Светия престол“, списание „Дипломация“ на Дипломатическия институт при МнВР, бр. 24/2020 г., стр. 68-81.[7]
- Bogdan Patashev (ed.), 80th Anniversary from the Rescue of Bulgarian Jews. Seminar Dictated to All People from All Nations Who Saved Lives During World War II. An Overview of Bulgarian and Vatican Archives, Città del Vaticano, Libreria Editrice Vaticana, 2024.

## Участие в изложби

### Самостоятелни
- Първо място конкурс между художествени академии – инсталация и съвременна поезия Fondazione Orestiadi, Istituto di Alta Cultura, Ghibellina, Сицилия, Италия, 1997 г.
- Инсталация, Palazzo del Comune, Непи, Италия, 1998 г.
- Куратор изложба на Съвременно християнско изкуство, СГХГ, 2000 г.

### Съвместни
- Aula del Cortile, Accademia della Belle Arti, Рим, Италия - 1997 г.
- Galleria Fidia Arte Moderna, Рим, Италия - 1997 г.
- Tempio dell’Annunziata Antica, Понтеландолфо, Италия - 1998 г.
- Galleria interno 7, Рим, Италия - 1998 г.
- Bienal da Pedra, Алпалян, Португалия - 2005 г.